# ウルトラ・ビートダウン
『ウルトラ・ビートダウン』（Ultra Beatdown）は、2008年8月に発売されたドラゴンフォースのアルバムである。日本では8月20日、その他の国々では8月26日に発売された。
2009年には来日記念ウルトラエディション（Ultra Edition）が発売された。

## 収録曲
1. Heroes of Our Time（英語版）      - 7:14
2. The Fire Still Burns    - 7:50
3. Reasons to Live         - 6:26
4. Heartbreak Armageddon   - 7:41
5. The Last Journey Home   - 8:12
6. A Flame for Freedom     - 5:20
7. Inside the Winter Storm - 8:12
8. The Warrior Inside      - 7:15
9. Strike of the Ninja     - 3:18（生産限定盤ボーナス・トラック)
10. Scars Of Yesterday - 7:44（生産限定盤ボーナス・トラック）
11. E.P.M.                  - 7:24（日本盤ボーナス・トラック）

DVD（米国版スペシャルエディションに付属）
1. Making of Ultra Beatdown
2. Making of E-Gen - The Herman Li

DVD（来日記念ウルトラエディションに付属）
1. PV『Heroes of Our Time』
2. PV『The Last Journey Home』